# Rétor
A rétor (görög eredetű szó) az ókori görögöknél egyaránt jelentette a szónokokat is, az ékesszólás tanítóját is; a rómaiaknál csakis az utóbbit, akivel szemben a gyakorlati szónoknak orator volt a neve. Ez azonban szintén csak a császárok koráig volt így, azontúl a görög felfogás érvényesült. A görögöknél különösen Athénban fejlődött ki a rétor intézménye, ahol a szofisták tökéletesen kifejlesztett rendszert állítottak fel. Attikán kívül híres rétoriskolák voltak még Kis-Ázsiában és néhány szigeten, különösen Rodosz szigetén. Rómába Kr. e. 155-ben kerültek a rétorok és bár őket eleinte mint közveszélyes embereket üldözték, lassanként mégis akkora tekintélyre tettek szert, hogy a legelőkelőbb rómaiak Athénba, Ázsiába és Rodoszba siettek, s a rétorok keresett és népszerű emberekké lettek, így Serv. Sulpicius Galba (Kr. e. 144-ben konzul) már az ő hívük volt, az ifjabbik Gracchus még inkább. Divatba jött a próbaszónoklat (declamatio), külön mesterek vezetése és ellenőrzése mellett (declamatores); a beszédek tárgya többnyire költött volt.

## Neves rétorok
A legkiválóbb szakbeli irók a görögöknél Aristoteles, halikarnasszusi Dionysios, Aphthonios, Hermogenes, Sopater, Demetrios, Aristeides; a rómaiaknál Cicero áll az első helyen, az elméletben méltó párja Quintilianus, de az ezüstkor irodalma is mutathat fel népszerű rétorokat, kivált Galliából (Symmachus és Ausonius). Deklamációk gyűjteménye Quintilianus és Seneca neve alatt maradt reánk.

## A rétor feladatai
Ahhoz, hogy a rétor a mondanivalóját megfelelően elő tudja adni néhány fontos lépést kell megtennie, amelyek a következők: kiötlés, elrendezés, megfogalmazás, kimunkálás, memorizálás.

### Kiötlés
- tájékozódás, adatgyűjtés
- a mondanivaló megtervezése nagy vonalakban: nagyobb témák meghatározás és a főbb mondanivaló kitalálása

### Elrendezés
- az összegyűjtött anyag megfelelő elrendezése
- a beszéd strukturálása és a vázlat kialakítása: a témák sorrendjének meghatározása és az összekötőkapcsok kialakítása
- az egyes részek felépítésének megtervezése

### Megfogalmazás
- a mondanivaló nyelvi formába öntése
- a beszéd részletes kialakítása
- stilisztikai eszközök kialakítása
- toposzok elrendezése a retorikai szituációnak megfelelően

### Kimunkálás és memorizálás
- a szöveg elmondásának kigondolása: dramaturgia
- hangsúlyok, beszédtempó, hangnem és gesztusok kialakítása és eltervezése
- bemagolás különböző memóriatechnikák segítségével, például a beszéd mint ház, annak részei a szobák, a szobákban található tárgyakhoz kapcsolva a beszéd alakzatai
- „Az írás feledést fog hozni azokra, akik megtanulják, mert nem

gyakorolják az emlékezőtehetségüket – az írásba bizakodva
ugyanis kívülről, idegen jelek segítségével, nem pedig belülről, a
maguk erejéből fognak visszaemlékezni.” (Platón)